# Pembury
Pembury er en stor landsby (village) i Kent amt i det sydøstlige England, med en befolkning på ca. 6.000. Den ligger lige nord for byen Royal Tunbridge Wells. Der har været bosiddelser på stedet siden saksisk tid i 11. århundrede, navnet 'Pembury' kommer af det saksiske 'Pepingburh' eller 'Pepingeberia'. Det menes, at der har været en landsbykirke så tidligt som i 11. århundrede, mens den nuværende dog er lidt yngre. The Camden Arms, en pub og hotel, ligger i den vestlige del af landsbyen.
Den britiske olympiske atlet Kelly Holmes er født på Pembury Hospital.